# Montagu Norman
Montagu Collet Norman, född 6 september 1871, död 4 februari 1950, var en brittisk finansman.
Norman var från 1920 guvernör för Bank of England. I den egenskapen utövade han ett stort inflytande på den finansiella utvecklingen efter första världskriget. Det var i stor utsträckning genom Normans inflytande, som Storbritanniens återgång till guldmyntfot 1924 genomdrevs. Han utsattes på grund av detta för häftig kritik, särskilt från protektionistiskt håll, men genom det förtroende han ägde inom finanskretsar kom han att fortsätta återväljas på posten ända fram till 1944, detta trots goda förbindelser med Tyskland även under kriget.